# Cerkiew Zmartwychwstania Pańskiego (Zaruczajska) w Witebsku
Cerkiew Zmartwychwstania Pańskiego (Zaruczajska) (biał. Царква Уваскрэшання Хрыстова (Заручаўская) у Віцебску) – nieistniejąca cerkiew prawosławna w Witebsku w rejonie Zaruczaju (Przedmieście Zaruczajskie), obecnie podwórze między domami przy ulicy Kalinina 8/2 i gazety „Prawdy” 4.

## Historia
Cerkiew wybudowana została w latach 1771–1800 z cegły, prawdopodobnie na miejscu poprzedniej drewnianej świątyni. Została wybudowana w stylu barokowym. Podczas wojny 1812 roku została zamieniona na młyn. Budynek zniszczono w latach 50. XX wieku.

## Architektura
Cerkiew posiadała dwie wieże oraz kopułę.

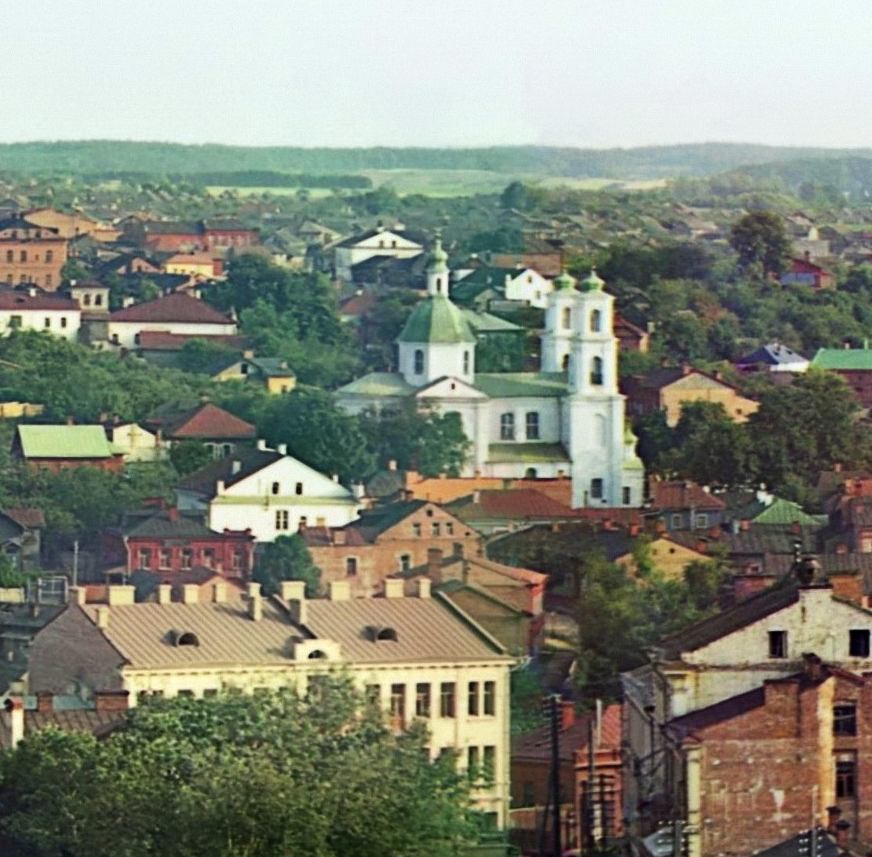
Cerkiew na zdjęciu Siergieja Prokudin-Gorskiego w 1912 r.